# Sipaneopsis
Sipaneopsis é um género botânico pertencente à família Rubiaceae.

## Espécies
- Sipaneopsis cururuensis J.H.Kirkbr., 1980
- Sipaneopsis foldatsii Steyerm, 1967
- Sipaneopsis huberi Steyerm, 1984
- Sipaneopsis maguirei Steyerm, 1967
- Sipaneopsis morichensis  Steyerm, 1967
- Sipaneopsis pacimonensis Steyerm, 1967
- Sipaneopsis rupicola  (Spruce ex K.Schum.) Steyerm, 1967